# Бігас-і-Ріельш
Бі́гас-і-Ріе́льш (кат. Bigues i Riells) - муніципалітет, розташований в Автономній області Каталонія, в Іспанії. Код муніципалітету за номенклатурою Інституту статистики Каталонії - 80235. Знаходиться у районі (кумарці) Бальєс-Уріантал (коди району - 41 та VR) провінції Барселона, згідно з новою адміністративною реформою перебуватиме у складі Баґарії (округи) Барселона. 

## Населення
Населення міста (у 2007 р.) становить 7.807 осіб (з них менше 14 років - 18,7%, від 15 до 64 - 70,8%, понад 65 років - 10,4%). У 2006 р. народжуваність склала 133 особи, смертність - 51 особа, зареєстровано 56 шлюбів. У 2001 р. активне населення становило 3.031 особа, з них безробітних - 283 особи.

Серед осіб, які проживали на території міста у 2001 р., 4.552 народилися в Каталонії (з них 1.695 осіб у тому самому районі, або кумарці), 1.198 осіб приїхало з інших областей Іспанії, а 164 особи приїхали з-за кордону. 

Університетську освіту має 11,2% усього населення. 

У 2001 р. нараховувалося 1.980 домогосподарств (з них 13,7% складалися з однієї особи, 27% з двох осіб,23,9% з 3 осіб, 24,3% з 4 осіб, 6,7% з 5 осіб, 2,8% з 6 осіб, 1,1% з 7 осіб, 0,2% з 8 осіб і 0,2% з 9 і більше осіб).

Активне населення міста у 2001 р. працювало у таких сферах діяльності : у сільському господарстві - 2,6%, у промисловості - 29,7%, на будівництві - 13,1% і у сфері обслуговування - 54,5%. 

 У муніципалітеті або у власному районі (кумарці) працює 2.084 особи, поза районом - 1.895 осіб.

### Безробіття
У 2007 р. нараховувалося 242 безробітних (у 2006 р. - 238 безробітних), з них чоловіки становили 34,3%, а жінки - 65,7%.

## Економіка

### Підприємства міста

#### Промислові підприємства
| \| Промислові підприємства міста, за сферою діяльності \| Промислові підприємства міста, за сферою діяльності \| Промислові підприємства міста, за сферою діяльності \| \| Рік \| 2002 р. \| 2001 р. \| \| --------------------------------------------------- \| --------------------------------------------------- \| --------------------------------------------------- \| \| Енергетичні та водні ресурси \| 5,1% \| 5,3% \| \| Хімія та метали \| 10,2% \| 10,6% \| \| Переробка металів \| 31,6% \| 27,7% \| \| Продукти харчування \| 8,2% \| 8,5% \| \| Текстиль \| 9,2% \| 9,6% \| \| Виробництво меблів, видання \| 25,5% \| 28,7% \| \| Інше \| 10,2% \| 9,6% \| \| Усього підприємств \| 98 \| 94 \| |         |         |
| Промислові підприємства міста, за сферою діяльності |         |         |
| Рік | 2002 р. | 2001 р. |
| Енергетичні та водні ресурси | 5,1%    | 5,3%    |
| Хімія та метали | 10,2%   | 10,6%   |
| Переробка металів | 31,6%   | 27,7%   |
| Продукти харчування | 8,2%    | 8,5%    |
| Текстиль | 9,2%    | 9,6%    |
| Виробництво меблів, видання | 25,5%   | 28,7%   |
| Інше | 10,2%   | 9,6%    |
| Усього підприємств | 98      | 94      |

#### Роздрібна торгівля
| \| Підприємства роздрібної торгівлі міста, за сферою діяльності \| Підприємства роздрібної торгівлі міста, за сферою діяльності \| Підприємства роздрібної торгівлі міста, за сферою діяльності \| \| Рік \| 2002 р. \| 2001 р. \| \| ------------------------------------------------------------ \| ------------------------------------------------------------ \| ------------------------------------------------------------ \| \| Продукти харчування \| 30,4% \| 29,9% \| \| Одяг та взуття \| 17,4% \| 17,9% \| \| Товари для дому \| 2,9% \| 3% \| \| Книги та періодичні видання \| 2,9% \| 3% \| \| Промислова хімічна продукція \| 7,2% \| 9% \| \| Продукція, пов'язана з транспортними засобами \| 2,9% \| 4,5% \| \| Інше \| 36,2% \| 32,8% \| \| Усього підприємств \| 69 \| 67 \| |         |         |
| Підприємства роздрібної торгівлі міста, за сферою діяльності |         |         |
| Рік | 2002 р. | 2001 р. |
| Продукти харчування | 30,4%   | 29,9%   |
| Одяг та взуття | 17,4%   | 17,9%   |
| Товари для дому | 2,9%    | 3%      |
| Книги та періодичні видання | 2,9%    | 3%      |
| Промислова хімічна продукція | 7,2%    | 9%      |
| Продукція, пов'язана з транспортними засобами | 2,9%    | 4,5%    |
| Інше | 36,2%   | 32,8%   |
| Усього підприємств | 69      | 67      |

#### Сфера послуг
| \| Підприємства міста, що працюють у сфері послуг, за діяльністю \| Підприємства міста, що працюють у сфері послуг, за діяльністю \| Підприємства міста, що працюють у сфері послуг, за діяльністю \| \| Рік \| 2002 р. \| 2001 р. \| \| ------------------------------------------------------------- \| ------------------------------------------------------------- \| ------------------------------------------------------------- \| \| Гуртова торгівля \| 12,9% \| 12,5% \| \| Готелі та готельний бізнес \| 12,5% \| 13% \| \| Транспорт та зв'язок \| 29,2% \| 29,3% \| \| Посередницькі фінансові послуги \| 1,7% \| 1,9% \| \| Послуги підприємствам \| 6,7% \| 6,7% \| \| Послуги фізичним особам \| 25% \| 26,9% \| \| Нерухомість та ін. \| 12,1% \| 9,6% \| \| Усього підприємств \| 240 \| 208 \| |         |         |
| Підприємства міста, що працюють у сфері послуг, за діяльністю |         |         |
| Рік | 2002 р. | 2001 р. |
| Гуртова торгівля | 12,9%   | 12,5%   |
| Готелі та готельний бізнес | 12,5%   | 13%     |
| Транспорт та зв'язок | 29,2%   | 29,3%   |
| Посередницькі фінансові послуги | 1,7%    | 1,9%    |
| Послуги підприємствам | 6,7%    | 6,7%    |
| Послуги фізичним особам | 25%     | 26,9%   |
| Нерухомість та ін. | 12,1%   | 9,6%    |
| Усього підприємств | 240     | 208     |

## Житловий фонд
У 2001 р. 2,7% усіх родин (домогосподарств) мали житло метражем до 59 м², 24,5% - від 60 до 89 м², 35,1% - від 90 до 119 м² і
37,7% - понад 120 м².

З усіх будівель у 2001 р. 39% було одноповерховими, 53% - двоповерховими, 7,5
% - триповерховими, 0,3% - чотириповерховими, 0,1% - п'ятиповерховими, 0,1% - шестиповерховими,
0% - семиповерховими, 0% - з вісьмома та більше поверхами.

## Автопарк
| \| Автомобілі, зареєстровані у місті, за призначенням \| Автомобілі, зареєстровані у місті, за призначенням \| Автомобілі, зареєстровані у місті, за призначенням \| \| Рік \| 2006 р. \| 2005 р. \| \| -------------------------------------------------- \| -------------------------------------------------- \| -------------------------------------------------- \| \| Приватні автомобілі \| 65,2% \| 66,6% \| \| Мотоцикли \| 10,5% \| 10% \| \| Вантажівки \| 19,7% \| 19,1% \| \| Трактори \| 0,9% \| 0,8% \| \| Автобуси та ін. \| 3,7% \| 3,6% \| \| Усього автомобілів \| 6.361 шт. \| 6.065 шт. \| |           |           |
| Автомобілі, зареєстровані у місті, за призначенням |           |           |
| Рік | 2006 р.   | 2005 р.   |
| Приватні автомобілі | 65,2%     | 66,6%     |
| Мотоцикли | 10,5%     | 10%       |
| Вантажівки | 19,7%     | 19,1%     |
| Трактори | 0,9%      | 0,8%      |
| Автобуси та ін. | 3,7%      | 3,6%      |
| Усього автомобілів | 6.361 шт. | 6.065 шт. |

## Вживання каталанської мови
У 2001 р. каталанську мову у місті розуміли 97,8% усього населення (у 1996 р. - 97,7%), вміли говорити нею 84,5% (у 1996 р. - 
82,4%), вміли читати 82,5% (у 1996 р. - 79,2%), вміли писати 54,6
% (у 1996 р. - 48,5%). Не розуміли каталанської мови 2,2%.

## Політичні уподобання
У виборах до Парламенту Каталонії у 2006 р. взяло участь 3.099 осіб (у 2003 р. - 3.001 особа). Голоси за політичні сили розподілилися таким чином:
| \| Вибори до Парламенту Каталонії \| Вибори до Парламенту Каталонії \| Вибори до Парламенту Каталонії \| \| Рік \| 2006 р. \| 2003 р. \| \| -------------------------------------- \| ------------------------------ \| ------------------------------ \| \| Конвергенція та Єднання (CiU) \| 39,8% \| 40,5% \| \| Соціалістична партія Каталонії (PSC) \| 21,7% \| 23,8% \| \| Народна партія (PP) \| 8,6% \| 8,9% \| \| Ініціатива за зелену Каталонію (IC) \| 7,8% \| 6,1% \| \| Республіканська лівиця Каталонії (ERC) \| 16,6% \| 19,7% \| \| Громадянська партія (C's) \| 3,5% \| 0% \| \| Інші \| 2% \| 1,1% \| |         |         |
| Вибори до Парламенту Каталонії |         |         |
| Рік | 2006 р. | 2003 р. |
| Конвергенція та Єднання (CiU) | 39,8%   | 40,5%   |
| Соціалістична партія Каталонії (PSC) | 21,7%   | 23,8%   |
| Народна партія (PP) | 8,6%    | 8,9%    |
| Ініціатива за зелену Каталонію (IC) | 7,8%    | 6,1%    |
| Республіканська лівиця Каталонії (ERC) | 16,6%   | 19,7%   |
| Громадянська партія (C's) | 3,5%    | 0%      |
| Інші | 2%      | 1,1%    |

У муніципальних виборах у 2007 р. взяло участь 3.279 осіб (у 2003 р. - 3.020 осіб). Голоси за політичні сили розподілилися таким чином:
| \| Муніципальні вибори \| Муніципальні вибори \| Муніципальні вибори \| \| Рік \| 2007 р. \| 2003 р. \| \| -------------------------------------- \| ------------------- \| ------------------- \| \| Конвергенція та Єднання (CiU) \| 32,3% \| 39,3% \| \| Соціалістична партія Каталонії (PSC) \| 34,8% \| 22,2% \| \| Народна партія (PP) \| 8,7% \| 10,9% \| \| Ініціатива за зелену Каталонію (IC) \| 8,9% \| 9,1% \| \| Республіканська лівиця Каталонії (ERC) \| 15,2% \| 18,6% \| \| Громадянська партія (C's) \| 0% \| 0% \| \| Інші \| 0% \| 0% \| |         |         |
| Муніципальні вибори |         |         |
| Рік | 2007 р. | 2003 р. |
| Конвергенція та Єднання (CiU) | 32,3%   | 39,3%   |
| Соціалістична партія Каталонії (PSC) | 34,8%   | 22,2%   |
| Народна партія (PP) | 8,7%    | 10,9%   |
| Ініціатива за зелену Каталонію (IC) | 8,9%    | 9,1%    |
| Республіканська лівиця Каталонії (ERC) | 15,2%   | 18,6%   |
| Громадянська партія (C's) | 0%      | 0%      |
| Інші | 0%      | 0%      |